# Marian Sarr
Marian Sarr (Essen, 30 januari 1995) is een Duits voetballer die bij voorkeur als centrale verdediger speelt. Hij stroomde in 2013 door vanuit de jeugd van Borussia Dortmund.

## Clubcarrière
Sarr speelde in de jeugd bij Eintracht Leithe, Schwarz-Weiß Essen, FC Schalke 04 en Bayer Leverkusen. In januari 2013 vertrok hij naar Borussia Dortmund. In juli 2013 werd hij bij het eerste elftal gehaald. Hij maakte zijn profdebuut bij Borussia Dortmund II in de 3. Liga op 20 juli 2013 tegen VfB Stuttgart II.

## Interlandcarrière
Sarr kwam uit voor diverse Duitse jeugdelftallen. Hij debuteerde in 2013 in Duitsland -19.